# Китайгород (Кам'янець-Подільський район)
Кита́йгород — село в Україні, центр Китайгородської сільської територіальної громади Кам'янець-Подільського району Хмельницької області.

## Етимологія
На думку історика Омеляна Пріцака, назва походить від половців-куманів.

## Географія
Подільське село Китайгород розташоване в південно-західній частині України, за 26 кілометрів від Кам'янця-Подільського, вздовж річки Тернава.

### Клімат
Китайгород знаходяться в межах вологого континентального клімату із теплим літом.

## Історія

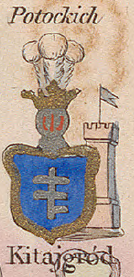
Китайгород на мапі Зигмунда Герстмана

На території Китайгороду виявлено залишки поселень трипільської культури та давньоруських часів.
В історичних документах Китайгород виступає з початку XVII століття, але можливо, що тут було поселення і в більш глибоку старовину. З міркувань Яна Потоцького, Китайгород лежить на тому місці, де в географії Птоломея (II століття н. е.) вказано місто «Метоніум». Згаданий Птоломеєм місто «Метоніум» було одним з п'яти укріплених міст даків, які перебували, на думку вченого, на лівому березі Дністра. На жаль, спадщина Китайгорода, як і багатьох інших подільських містечок, ніколи ґрунтовно не вивчалося, а скільки-небудь масштабні розкопки тут не проводилися, тому пролити світло на ранню історію містечка поки не вдається.
Прийнято вважати, що містечко засноване близько 1607 року каштеляном Кам'янця-Подільського Анджеєм Потоцьким, син його Станіслав «Ревера» вибудував тут замок, оточив його стіною і валом. Замок стояв на високій горі над рікою Тернавою, де пізніше знаходився поміщицький будинок.
Юхим Сіцінський наприкінці XIX століття писав: «До недавнього часу тут була ще одна вежа». Збереглися сліди валу, що оточував замок.
1706-1721 роках у Китайгороді збудували дерев'яний костел коштом Юрія Потоцького. У містечку в 1772—1776 роках був збудований Костел Пречистої Діви Марії за сприяння каштеляна Домініка Кроковського — представника шляхетської родини Кроковських, які стали дідичами містечка після Потоцьких, про що є легенда. 1913 року відбулась реставрація святині зусиллями священика Юзефа Савінського за пожервування парафіян. У 30-х роках радянська влада закрила костел, проте під час війни він знову запрацював. Ним послуговувались римо-католики південної частини області. У 1975 році храм знову було реставровано.
В 1905 року поруч Китайгорода існував окремий присілок «Гуцули» та також окреме поселення «Гниляки».
Внаслідок поразки Перших визвольних змагань на початку XX століття, село надовго окуповане російсько-більшовицькими загарбниками.
Радянська окупація принесла колективізацію та розкуркулення, мешканці села зазнали репресій.
В 1923—1931 роках село було центром Китай-Городського району.
В 1932–1933 селяни села пережили сталінський голодомор.
По закінченню Другої світової війни у 1946—1947 роках мешканці села вчергове пережили голод.
У 1980-х роках долина річки Тернава поблизу села була затоплена Дністровським водосховищем.
З 24 серпня 1991 року село входить до складу незалежної України.
13 серпня 2015 року шляхом об'єднання Дерев'янської, Калачковецької, Китайгородської та Колодіївської сільських рад село стало адміністративним центром Китайгородської сільської громади. Об'єднання в громаду має створити умови для формування ефективної і відповідальної місцевої влади, яка зможе забезпечити комфортне та безпечне середовище для проживання людей.
11 листопада 2022 року релігійна громада церкви Собору Пресвятої Богородиці села перейшла з Московського патріархату в Православну Церкву України. Вперше, в місцевій церкві пролунала молитва українською мовою.
Колишній орган місцевого самоврядування — Китайгородська сільська рада.

## Релігія
Селі функціонують:
- Костел Пречистої Діви Марії (РКЦ).
- Церква Пресвятої Богородиці (ПЦУ).

## Охорона природи
Село лежить у межах національного природного парку «Подільські Товтри».

### Китайгородське відслонення
Всесвітньо відомий розріз — геологічне Китайгородське відслонення знаходиться на південно-західній околиці с. Китайгород Кам'янець-Подільського району. Починається відслонення в лівому борті с. Тернава і охоплює весь схил пагорба на околиці с. Китайгород.

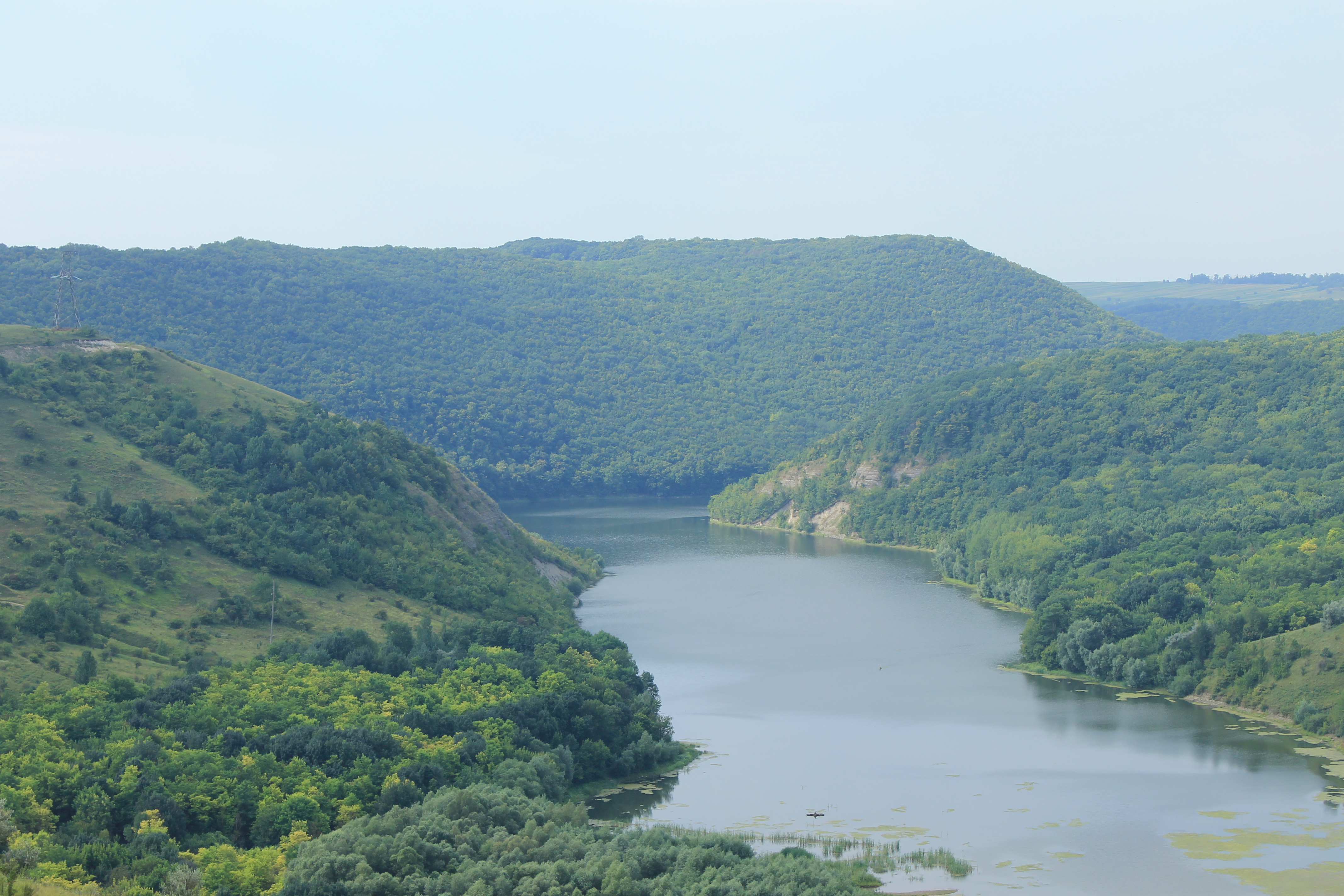
Китайгородське відслонення р.Тернава

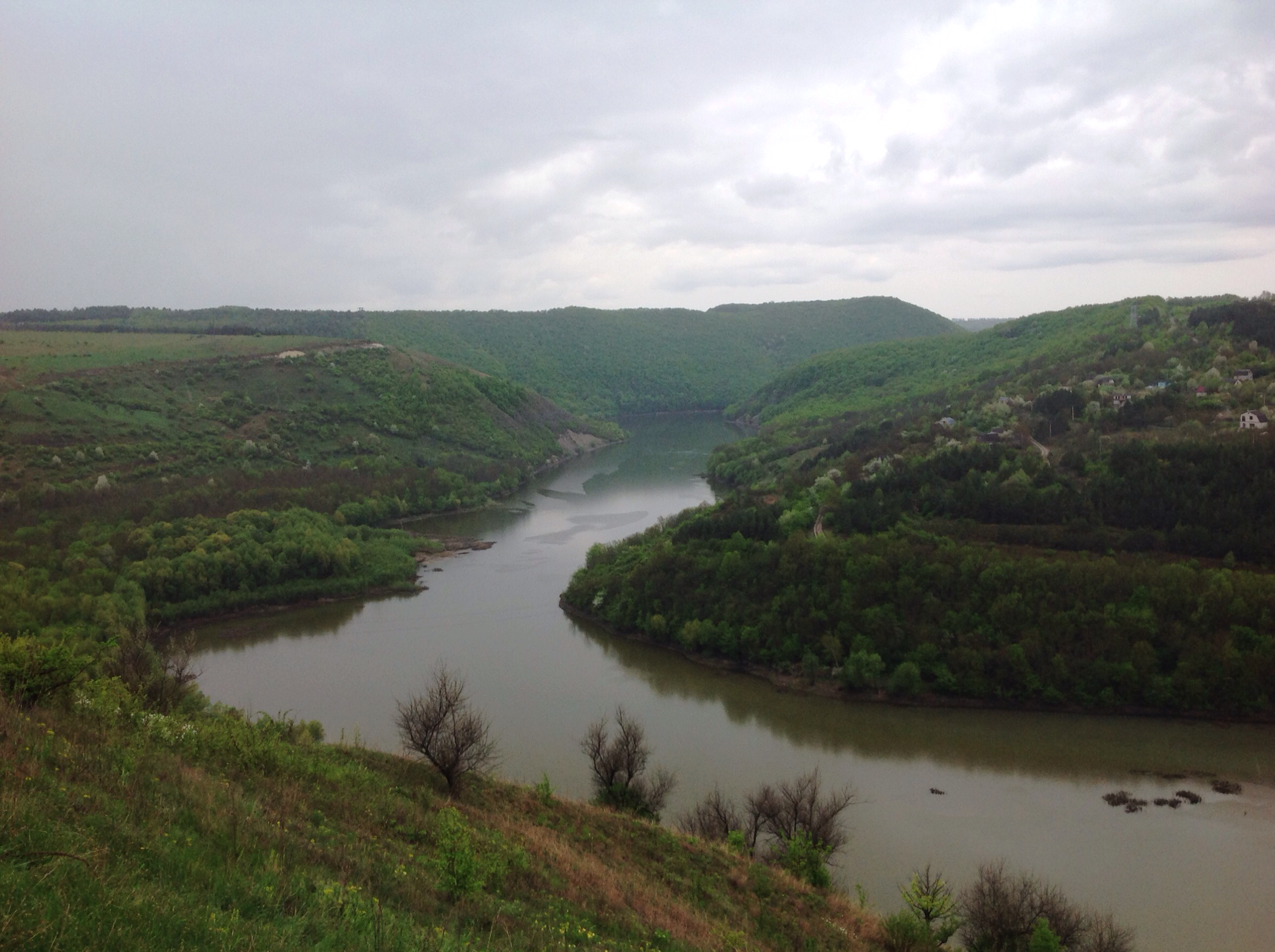
Китайгородське відслонення у долині ріки Тернава, 2015 р.

Площа даного відслонення дорівнє 60 га. Невелика частина відкладів, в основному пісковиків, які знаходяться в заплавній частині річки, після підняття рівня води в 1983—1984 рр. опинилися під водою. Але сам розріз зберіг свою унікальність і до сьогодні. Унікальність розрізу полягає в тому, що тільки в районі с. Китайгород можна спостерігати повний розріз силурійських відкладів.
На підставі результатів дотеперішнього дослідження силурійських відкладів Поділля, які є досить унікальними і єдиними на території сучасної Європи і досліджуються науковцями з усього світу, можна виділити три горизонти верхнього силуру Поділля:
1. нижній — пісковики;
2. середній — сланці;
3. верхній — вапняки.

Оскільки скам'янілості зустрічаються тільки у вапняковому горизонті, вік його визначається точніше. Загалом тут розрізняються три яруси: венлокський, лудловський і даунтонський.

### Венлокський ярус
Під товщею води знаходиться венлокський ярус, що охоплює пісковики і сланці з фосфоритовими конкреціями. Тільки верхня частина, де спостерігаються сланці знаходиться над водою. У верхній частині в сланцях з'являються проверстки щільних вапняків сірого кольору і у найвищій частині виявлені виключно вапняки. У вапняках зустрічається рясна фауна. З брахіопод є Atrypa retichlaris, Leptaena transvernalis, Pentaremus podolicus, Spirifer togatus. Досить часто знаходяться рештки трилобітів: Phacops, Leaemes, Calymehe, Praetus.

### Лудловський ярус
Лудловський ярус виявлений вапняками й тентакулітовими сланцями у верхній частині. У вапняках цього ярусу є багато решток коралів. Часто трапляються брахіоподи. З коралів найбільше поширеними є Favosites gothlandicus, Halisites catenularia. З наутилід часто знаходяться Orthoceras podolicum.

### Даунтонський ярус
Даунтонський ярус складений вапняками і глинястими сланцями. У вапняках менше, ніж у венлоку, коралів. Провідні брахіоподи — Pentamerus galeatus, P. sileri. Зустрічаються велетенські ракоскорпіони, з яких для подільського силуру типові Eurypterus (Balteurypterus) tetragonophtalmus і панцирні риби Scaphaspis та інші.
У відкладах даунтовського ярусу зустрічаємо вже форми, властиві для девону, перехідними для якого, очевидно, є верхи верств подільського верхнього силуру.
Вище силурійських відкладів, на відслоненні виситься товща крейдових відкладів. Відклади представлені опокоподібною породою з включенням крихких роговикових стяжень кремнію з черепашками Pecten balticus, Trigonia spinosa, Exogyra carinata. Товща являє собою вивітрений останець висотою 5—7 м та довжиною 15—25 м, який залягає неузгоджено на корінних породах силуру.
З огляду на викладене вище науковці вважають, що Китайгородське відслонення є унікальною геологічною пам'яткою загальнодержавного значення. Оскільки у світі мало місць, де зустрічається повний розріз силурійських порід, то дане відслонення має належати до Світової геологічної спадщини.
На Китайгородській стінці можна знайти релікт — шиверекію подільську, дивом опинився тут гісоп лікарський (чи прийшов як всі середземноморські види з півдня по Дністру, чи занесли монахи на свій аптечний город).

### Китайгородський ліс
Ботанічний заказник місцевого значення «Китайгородський ліс». Заліснена ділянка правого берега річки Тарнава поблизу с. Китайгород. Цінність представляють рідкісні види рослин орхідних видів, зіновать Блоцького та ін.

## Населення

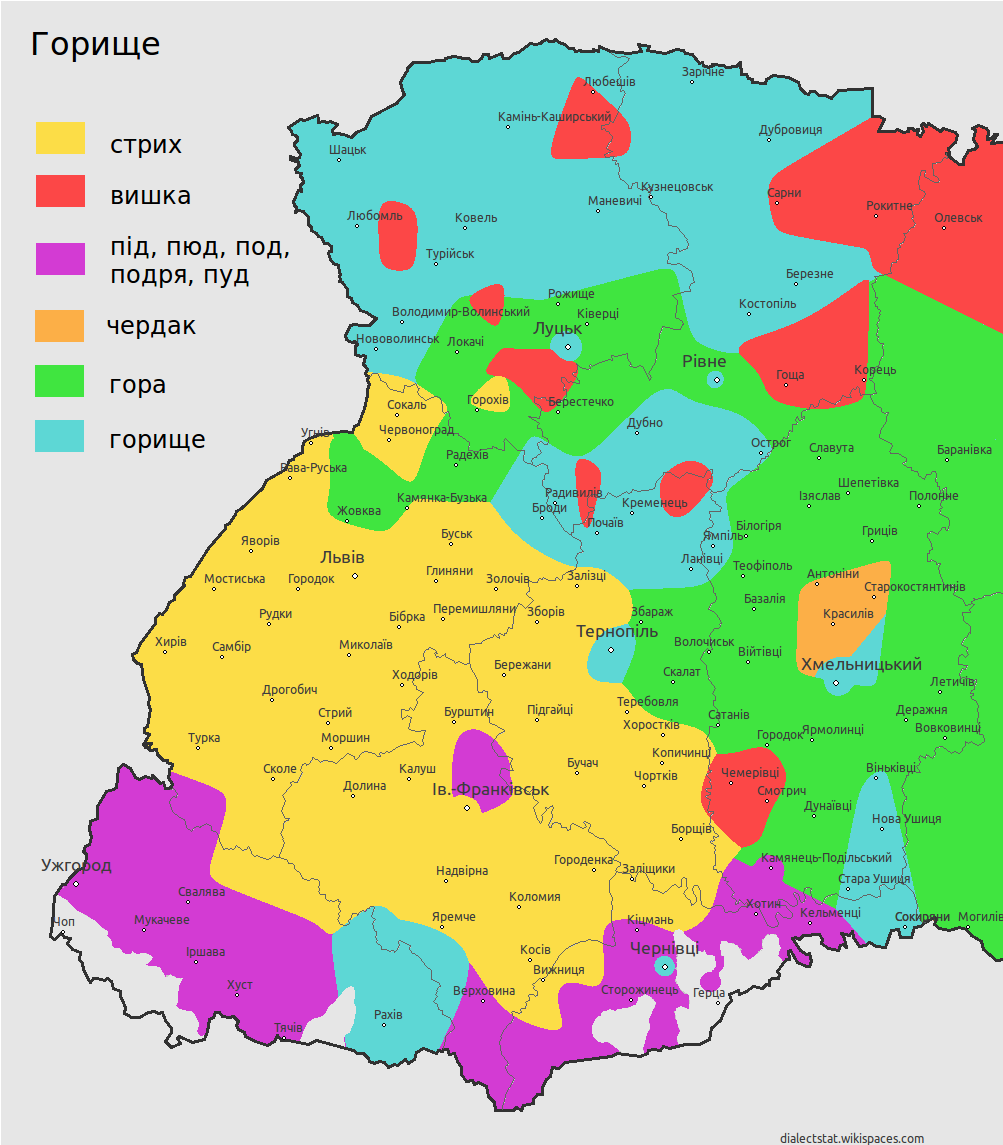
Селі Китайгород поширений такий діалект слова «горище»: гора

За переписом населення України 2001 року населення становило 480 осіб.
Згідно перепису 2015 року в селі мешкало 418 осіб, населення села скоротилось на 12,92 % порівняно зі 2001 роком.

### Мова
У селі поширені західноподільська говірка та південноподільська говірка, що відносяться до подільського говору, який належить до південно-західного наріччя.

## Відомі люди
- Стрілецький Іван Васильович — краєзнавець, автор книг «Таїна віків — столиця Великого Атилли Кита Гора», «Велика княгиня Русі — українка Олена Глинська».

## Галерея

Костел
Плебанія
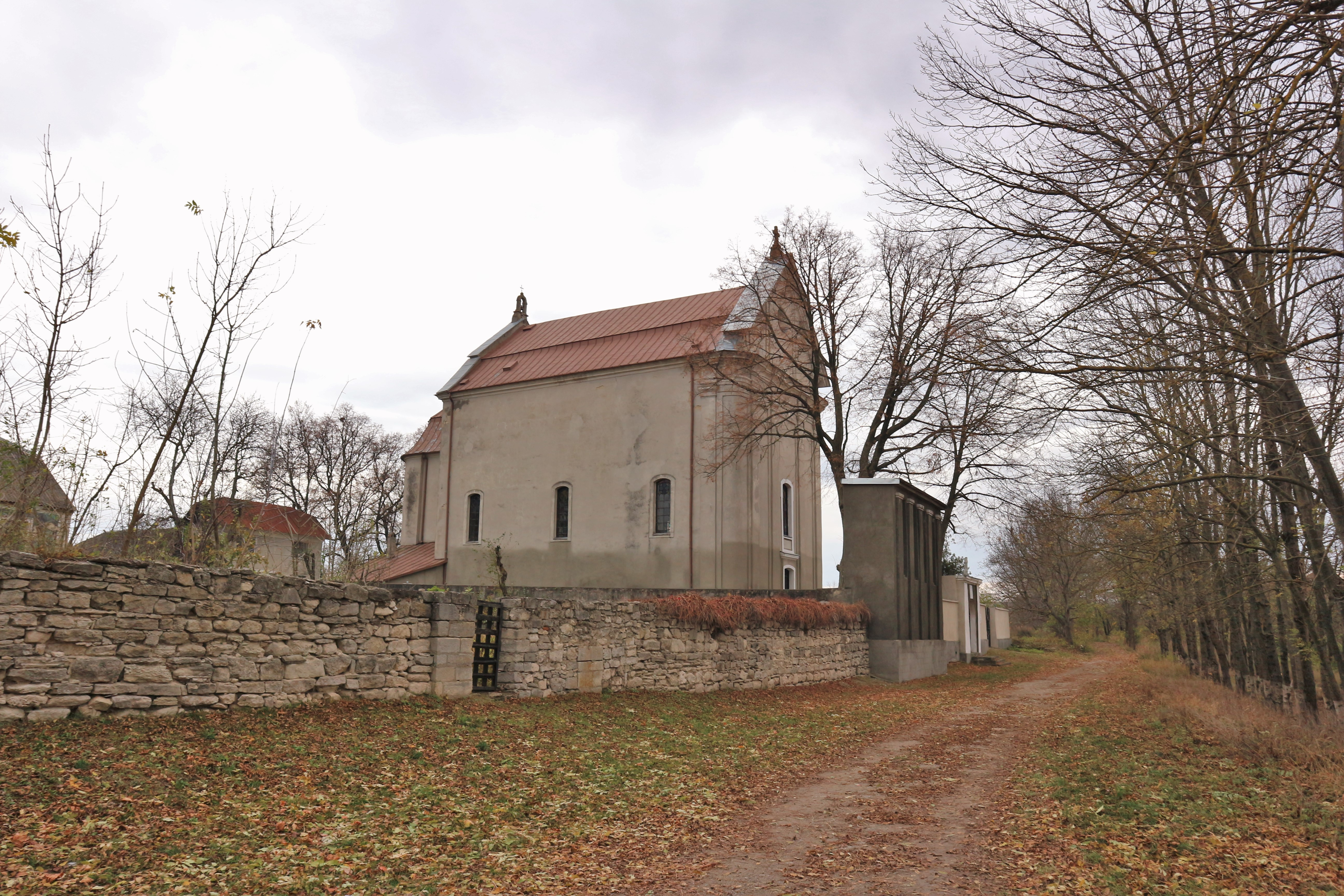
Костел Діви Марії
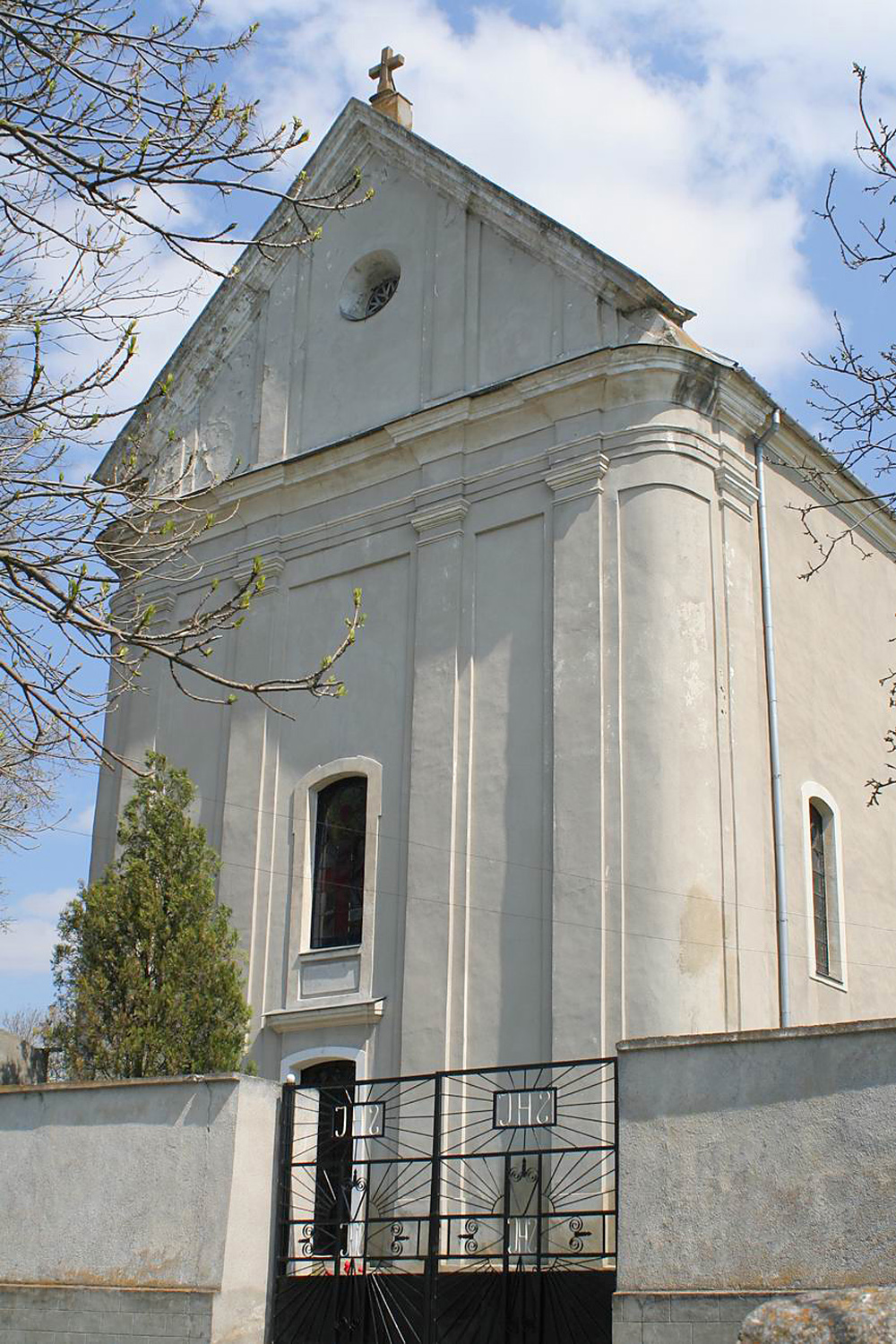
Костел Св.Діви Марії
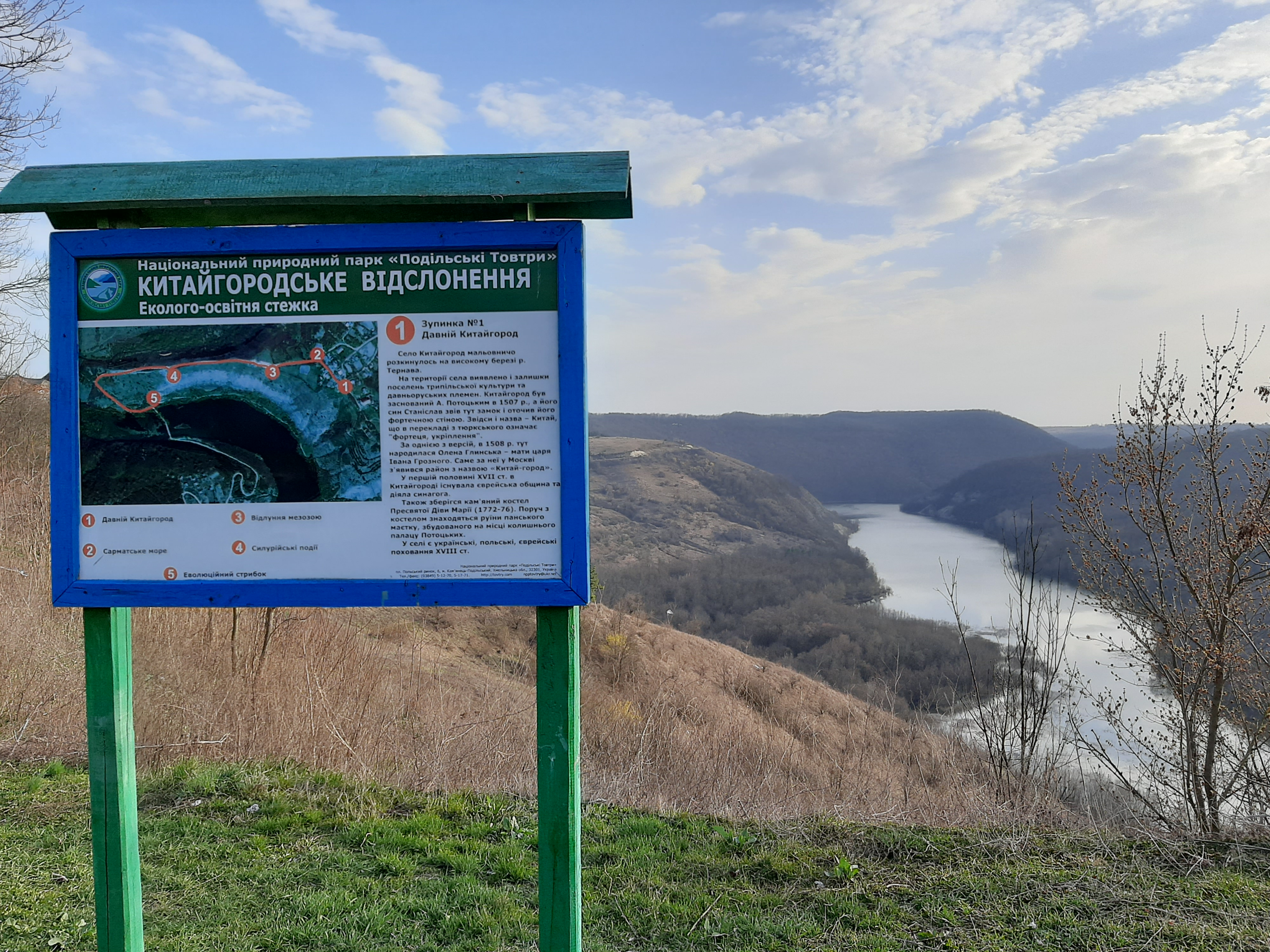
Китайгородське відслонення
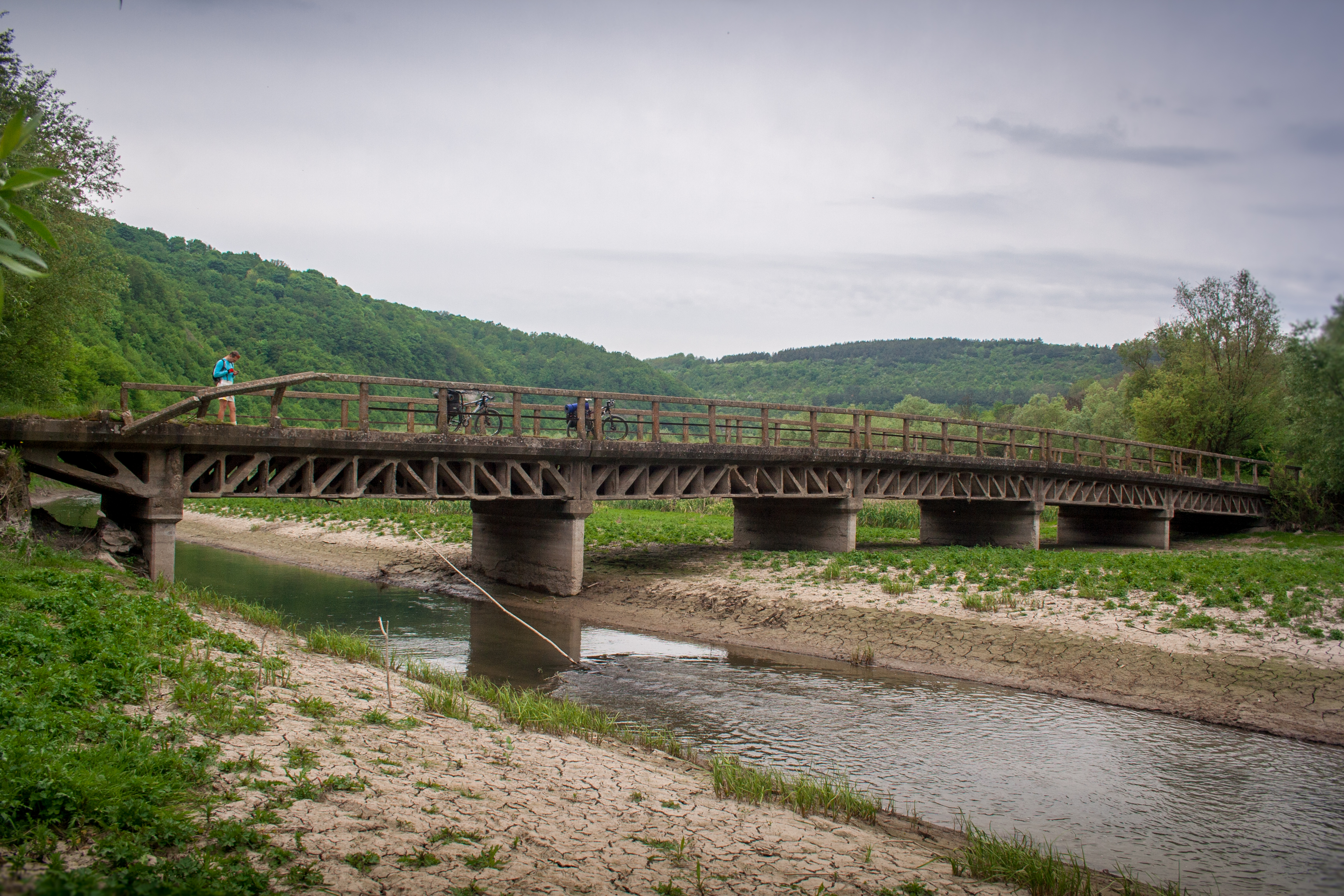
Міст через річку
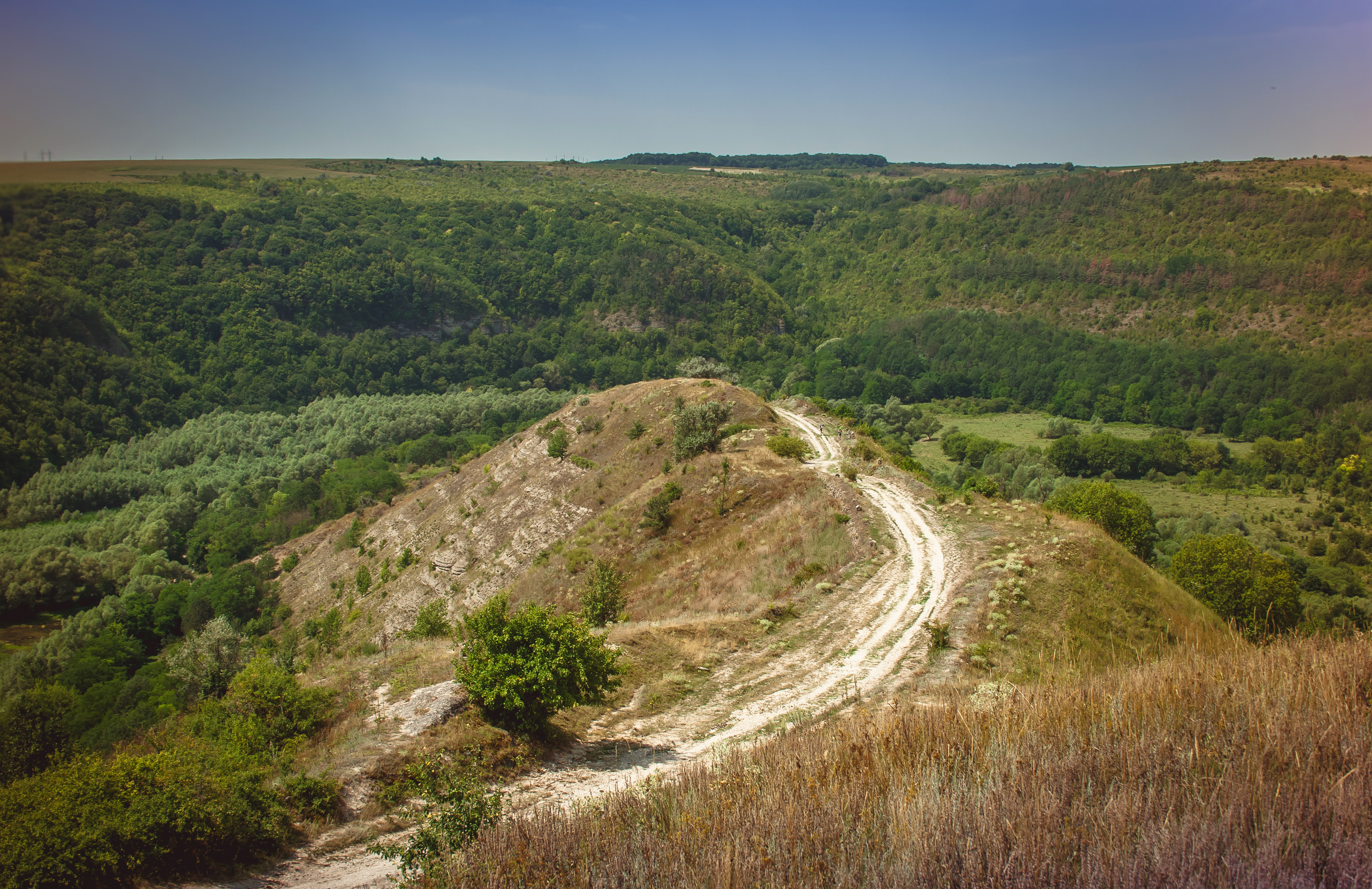
Китайгородське відслонення поблизу с. Китайгород
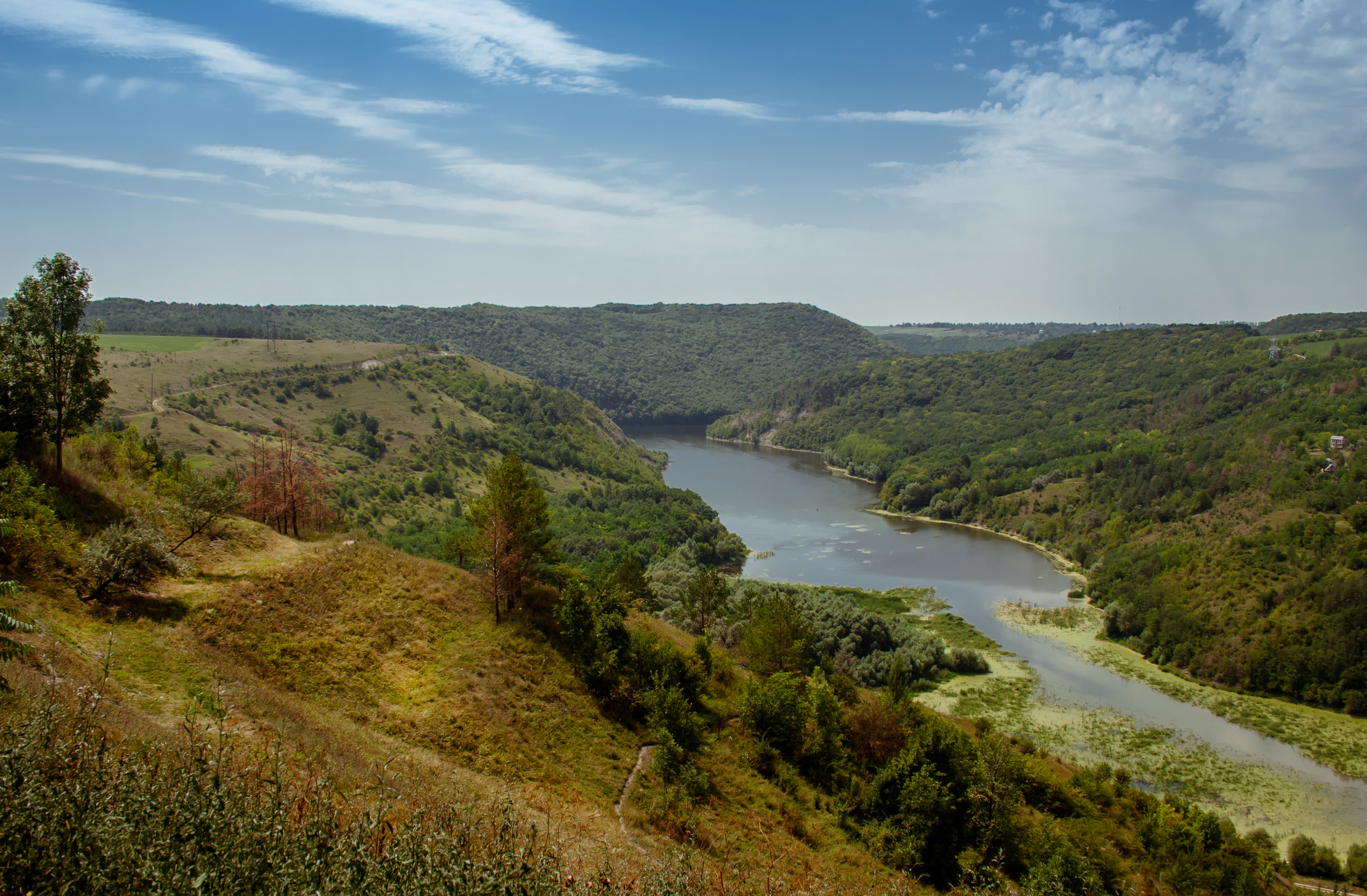
Поблизу Китайгорода
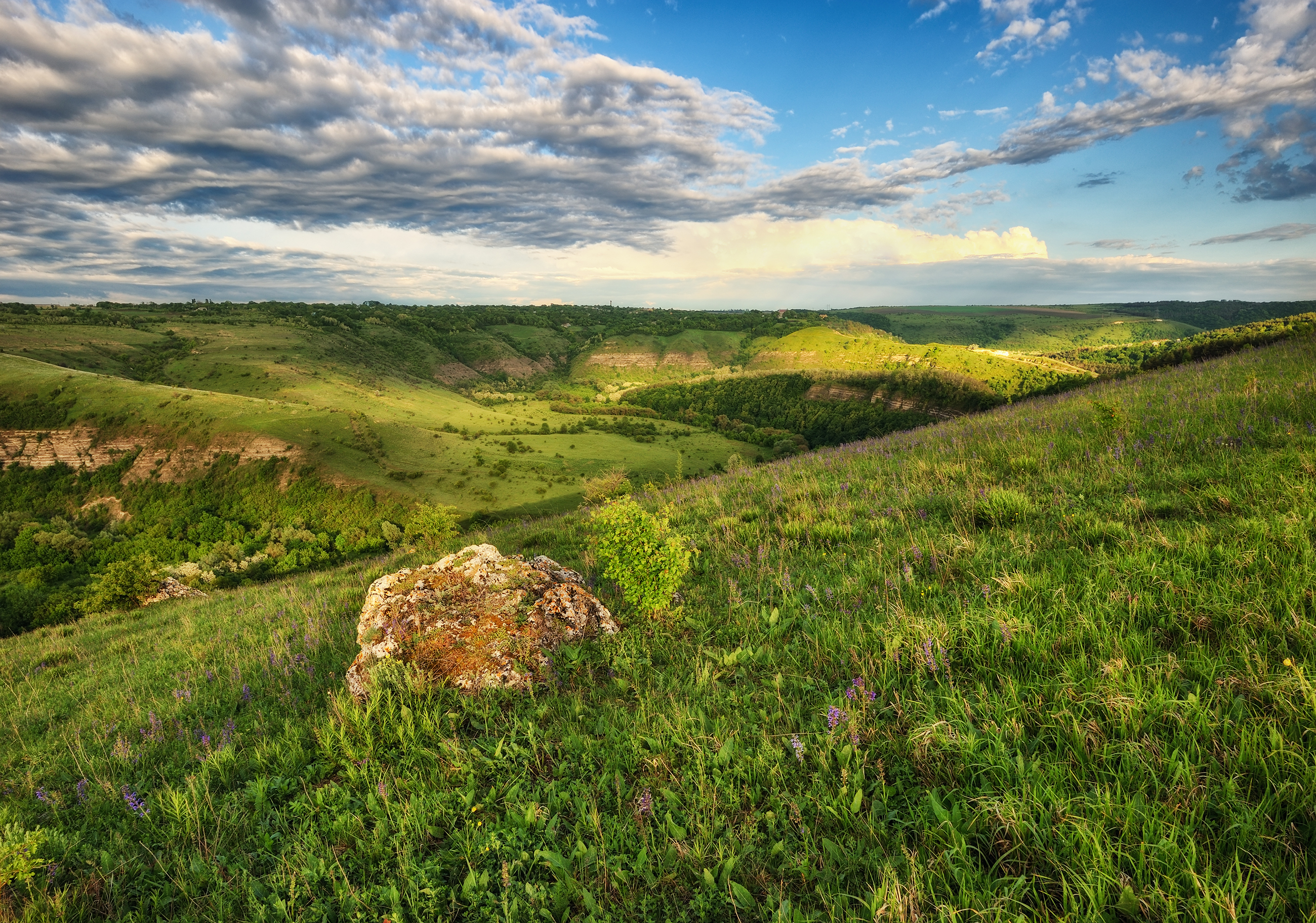
Весняні барви Поділля
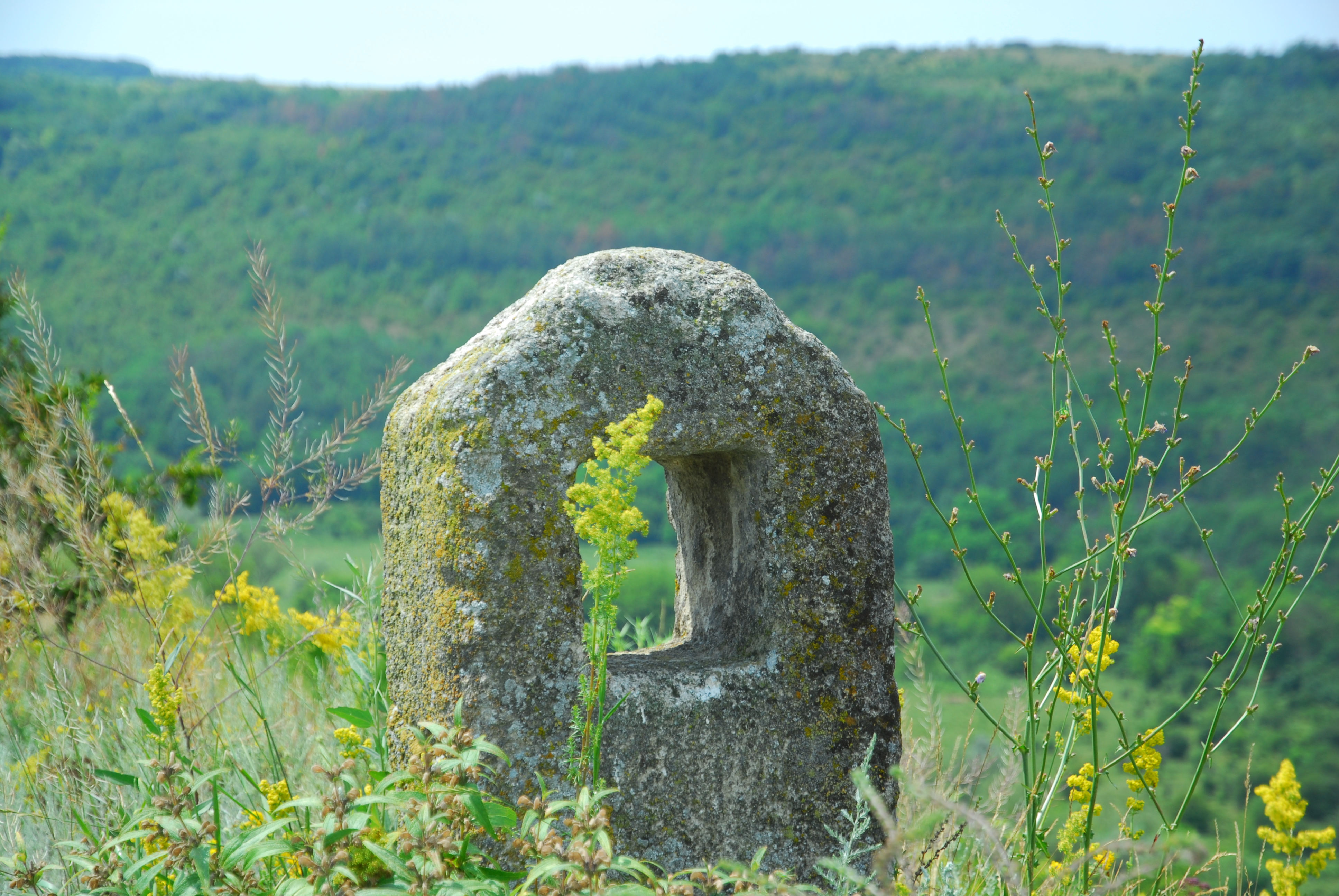
Китайгород
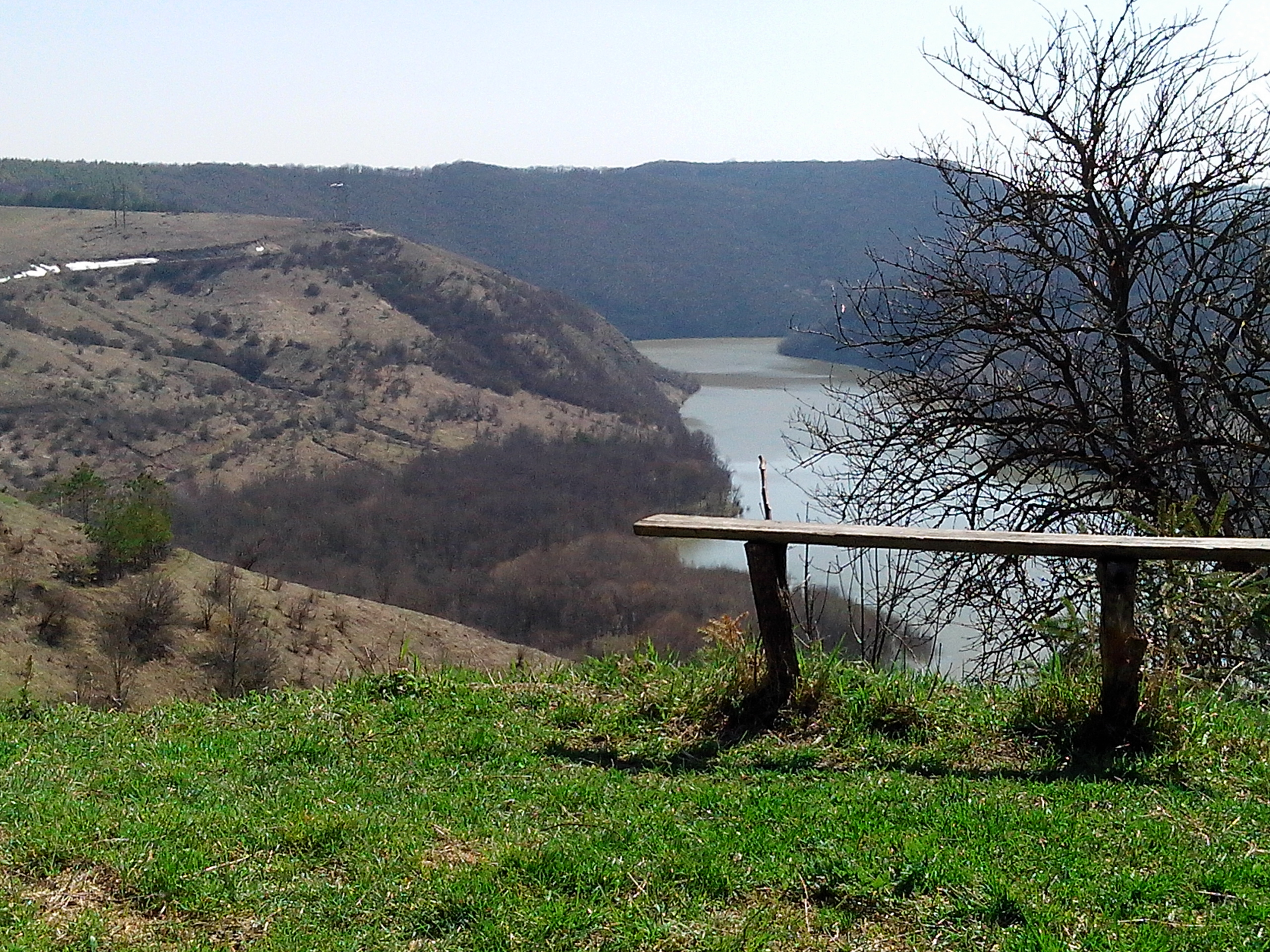
Лавка